# Coupe d'Irlande féminine de football 2025
Navigation
Édition précédente Édition suivante
La Coupe d'Irlande féminine de 2025 est la 37e édition de la Coupe d'Irlande féminine de football. Cette compétition est organisée par la Fédération d'Irlande de football. Le Shelbourne Ladies est le tenant du titre avec sa victoire en 2024.

## Organisation de la compétition
Quatre tours avec des matchs à élimination directe sont organisés pour déterminer le vainqueur de la compétition.
Seize équipes s'opposent en match à élimination directe jusqu'à la finale. 
Quatre équipes amateures sont invitées : Terenure Rangers, Whitehall Rangers, Ferns United et Newbridge Town.

## Premier tour
Le tirage au sort a lieu le 5 juin 2025 en même temps que le tirage au sort de la coupe masculine. Les rencontres sont programmées lors du week-end du 29 juin 2025.
Le match au sommet de ce premier tour entre Shelbourne et Galway voit la victoire des dublinoises grâce à un but dans les derniers instants du match. Une seule équipe amateure passe le premier tour, Newbridge Town, mais elle était opposée à une autre équipe amateure. Les deux autres se sont fait très largement battre par les professionnelles.
| Club recevant          | Score       | Club visiteur     |
| ---------------------- | ----------- | ----------------- |
| Newbridge Town         | 2 - 1       | Whitehall Rangers |
| Sligo Rovers Women     | 2 - 3       | DLR Waves         |
| Treaty United          | 8 - 0       | Ferns United      |
| Shelbourne Ladies      | 2 - 1       | Galway United     |
| Athlone Town Ladies    | 6 - 0       | Terenure Rangers  |
| Shamrock Rovers Ladies | 3 - 1       | Waterford Ladies  |
| Wexford WFC            | 1 - 2       | Bohemian Women    |
| Cork City WFC          | 2 - 3 a. p. | Peamount United   |

## Quarts de finale
Le tirage au sort des quarts de finale a lieu le 1er juillet 2025. Les rencontres sont programmées pour le week-end du 17 aôut.
Le tirage au sort propose deux rencontres au sommet entre plusieurs favorites : Shelbourne reçoit les Shamrock Rovers et Peamount reçoit Athlone Town. Pour Peamount qui vit une saison difficile en championnat en deuxième partie du classement c'est une manière de sauver sa saison.
| Club recevant     | Score | Club visiteur          | Date         |
| ----------------- | ----- | ---------------------- | ------------ |
| Shelbourne Ladies | 1-2   | Shamrock Rovers Ladies | 15 août 2025 |
| Newbridge Town    | 1-7   | Bohemian Women         | 16 août 2025 |
| DLR Waves         | 0-2   | Treaty United          | 16 août 2025 |
| Peamount United   | 0-1   | Athlone Town Ladies    | 16 août 2025 |